# María Pinto
María Pinto is een gemeente in de Chileense provincie Melipilla in de regio Región Metropolitana. María Pinto telde 13.590 inwoners in 2017 en heeft een oppervlakte van 395 km².